# Dmitrij Olejniczenko
Dmitrij Jelisiejewicz Olejniczenko (ros. Дмитрий Елисеевич Олейниченко, ur. 1 maja?/14 maja 1915 we wsi Wesełaja Gora w rejonie słowjanoserbskim w obwodzie ługańskim, zm. 27 lipca 1951) – radziecki lotnik wojskowy, Bohater Związku Radzieckiego (18 sierpnia 1945).

## Życiorys
Urodził się w ukraińskiej rodzinie chłopskiej. Od 1937 służył w Armii Czerwonej, w 1938 skończył Woroszyłowgradzką Wojskowo-Lotniczą Szkołę Pilotów, od listopada 1941 uczestniczył w wojnie z Niemcami, od 1943 należał do WKP(b). Był dowódcą eskadry 189 gwardyjskiego pułku lotnictwa szturmowego 196 Dywizji Lotnictwa Szturmowego 4 Korpusu Lotnictwa Szturmowego 4 Armii Powietrznej 2 Frontu Białoruskiego w stopniu kapitana, do kwietnia 1945 wykonał 105 lotów bojowych, podczas których zniszczył 13 czołgów, 6 samolotów na ziemi i wiele innej techniki wroga. Po wojnie kontynuował służbę w Siłach Powietrznych, dosłużył się stopnia podpułkownika. Zginął w wypadku podczas wykonywania obowiązków służbowych. Został pochowany w Kutaisi.

## Odznaczenia
- Złota Gwiazda Bohatera Związku Radzieckiego (18 sierpnia 1945)
- Order Lenina
- Order Czerwonego Sztandaru
- Order Wojny Ojczyźnianej I klasy
- Order Aleksandra Newskiego
- Medal za Odrę, Nysę, Bałtyk

I medale ZSRR.